# Автошлях E54
Європейський маршрут Е54 — європейський автомобільний маршрут категорії А в Центральній Європі, що з'єднує Париж (Франція) і Мюнхен (Німеччина).

## Міста, через які проходить маршрут
- Франція: Париж — Мелен — Монтре-Фо-Йонна — Санс — Труа — Бельфор
- Швейцарія: Базель
- Німеччина:   Райнфельден — Бад-Зеккінген — Вальдсгут-Тінген
- Швейцарія: Нойгаузен-ам-Райнфалль — Шаффгаузен
- Німеччина:    Зінген — Штокках — Юберлінген — Фрідріхсгафен —  Ліндау — Меммінген — Бухлое — Ландсберг-ам-Лех — Мюнхен

Е54 пов'язаний з маршрутами: E15, E511, E17, E21, E25, E35, E41, E43, E533.

## Фотографії

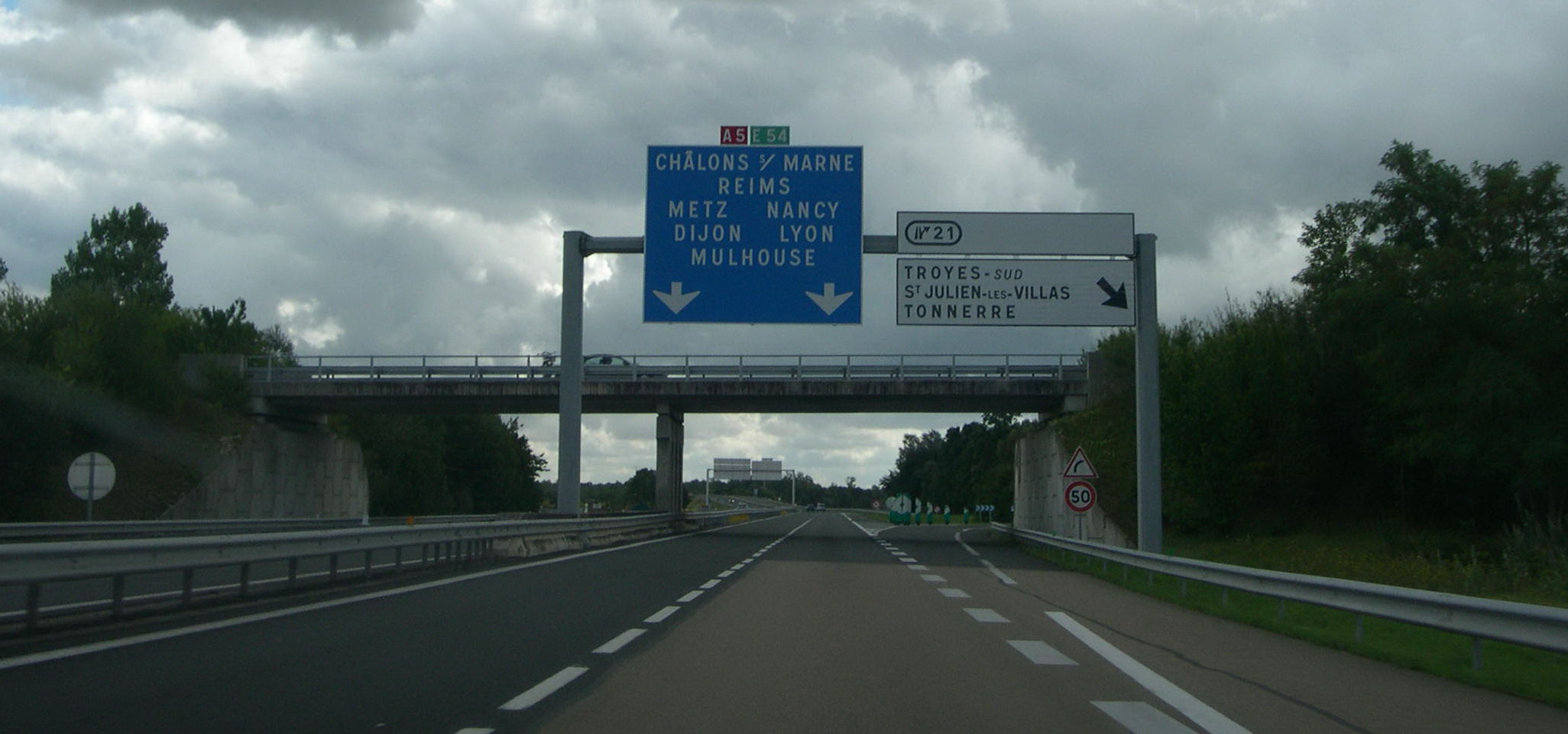
Е54 біля Труа
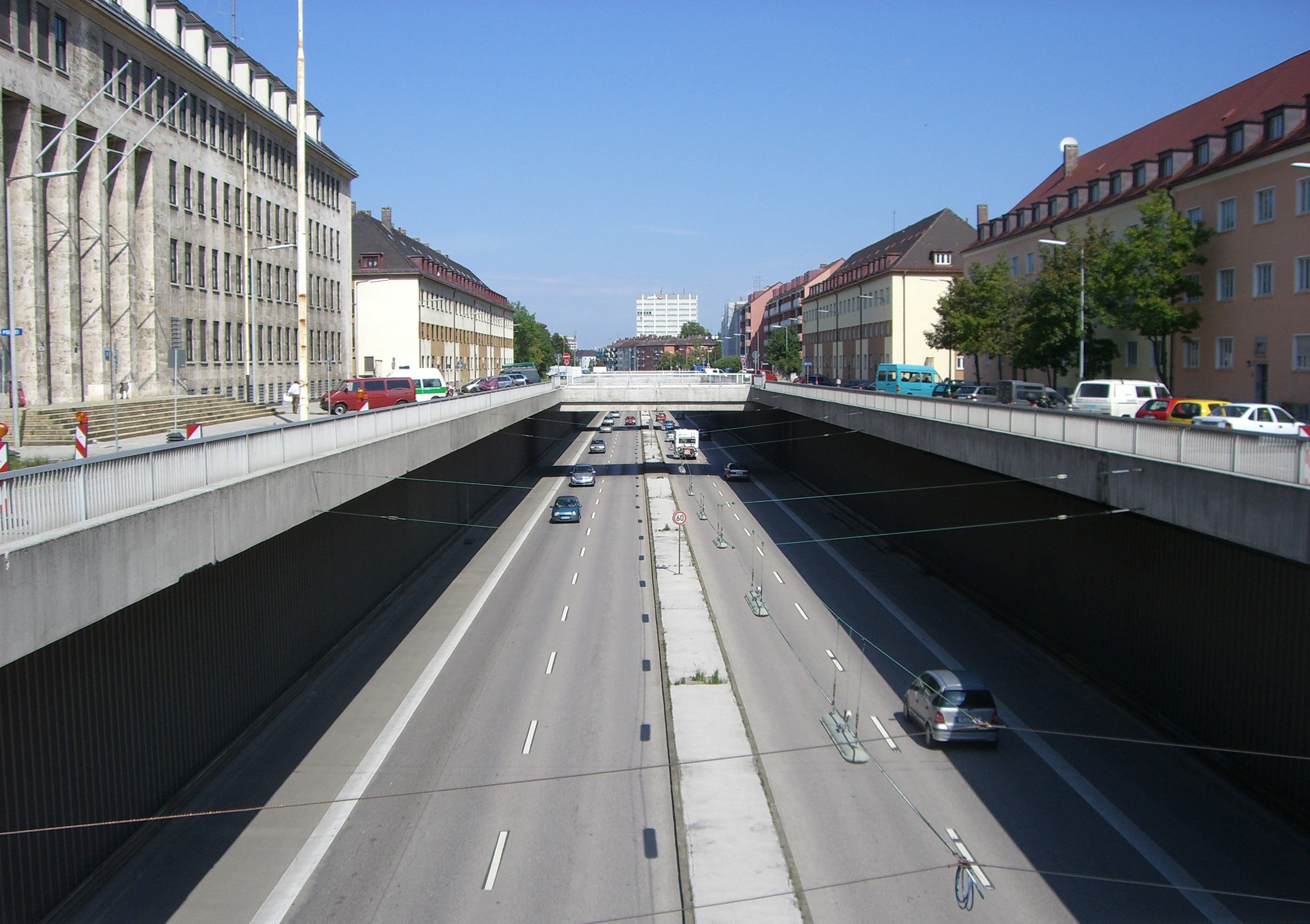
Е54 в Мюнхені
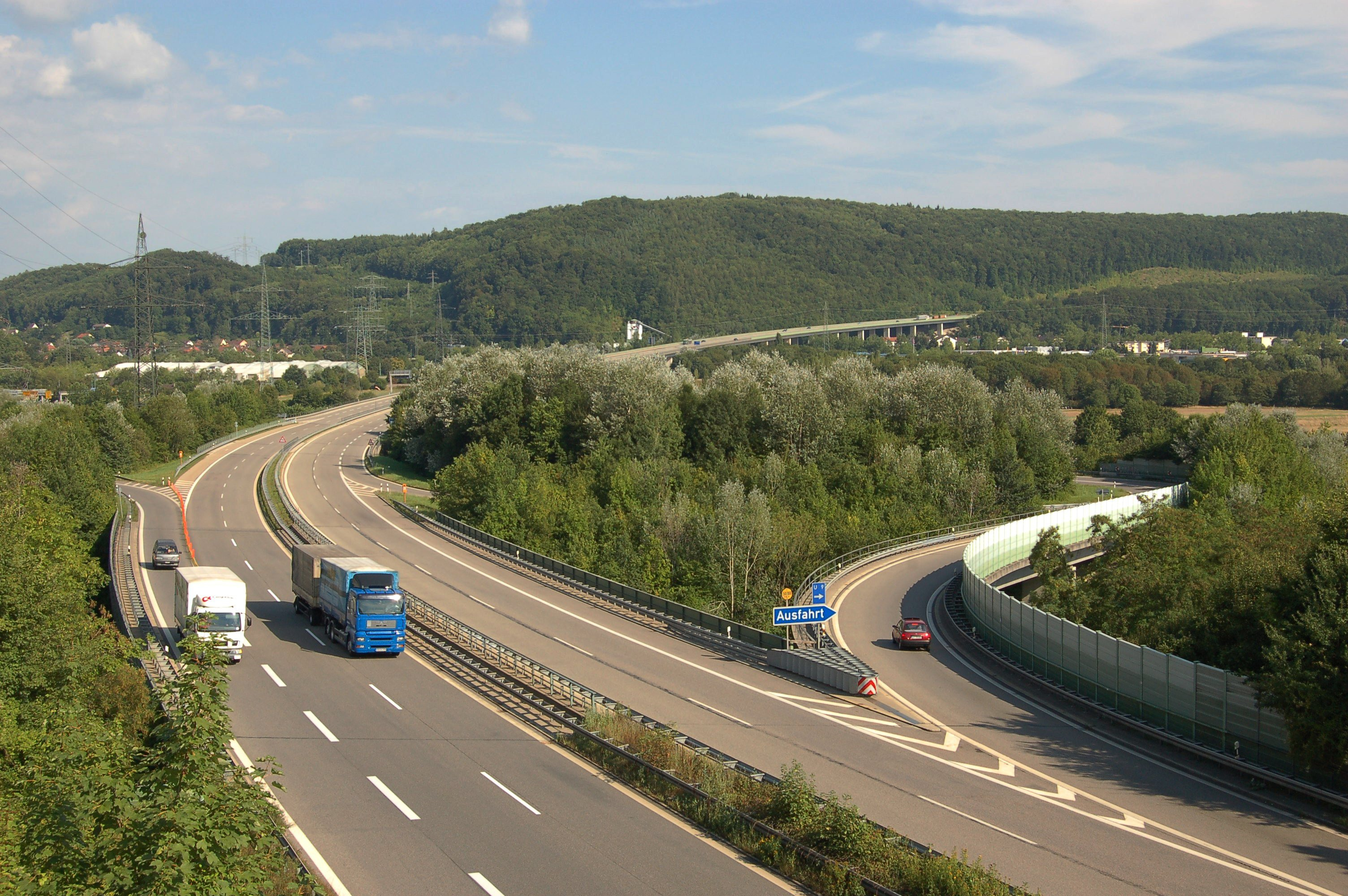
Е54 в околицях Базеля

## Див. Також
- Список європейських автомобільних маршрутів